# Bitka za Prijepolje
Bitka za Prijepolje (septembar 1943) je bila bitka za Prijepolje koja se odigrala u noći između 11. i 12. septembra 1943. između snaga Jugoslovenske Vojske u Otadžbini koje su napadale garnizon sila osovine u Prijepolju sastavljen od oko 2,000 pripadnika odreda 118 Nemačke lovačke divizije i Sandžačke muslimanske milicije. Jugoslovenske snage su bile pod komandom Vojislava Lukačevića i Rudolfa Perhineka i brojale su oko 1.500 vojnika Prvog i Drugog Mileševskog korpusa koji su nakon celodnevnih uličnih borbi oslobodili grad. 

## Pozadina
Kada je krajem 1943 objavljena vest o kapitulaciji Italije komandant Jugoslovenske Vojske u Otadžbini general Dragoljub Mihailović je izdao naređenje svojim jedinicama za sprovođenje niza ofanzivnih operacija protiv Nemačkih jedinica u istočnoj Bosni, Hercegovini, Crnoj Gori i Sandžaku. Pukovnik Vilijam Bejli, vođa Britanske misije u štabu JVuO generala Mihailovića je dobio naređenje da sa jednim odredom četnika ode u Berane i primi predaju italijanske divizije "Venecija" pre nego što u Berane stignu Nemci. Na njihovom putu prema Beranama se nalazilo Prijepolje.
Nemačke jedinice su brzim manevrima uspele da preuzmu od Italijanske vojske veća naseljena mesta u Sandžaku, među njima i Prijepolje koje su zauzeli 9 septembra 1943. Kada su primetili da su ih Nemci pretekli i da su pre njih zauzeli Prijepolje od Italijana, Perhinek i Lukačević su predložili Bejliju da organizuju napad na Prijepolje i oslobode ga. Bejli je bio skeptičan jer je smatrao da nemaju dovoljno vojnika na raspolaganju, ali je prihvatio ovaj predlog kada su ga Lukačević i Perhinek ubedili da su sposobni da veoma brzo mobilišu dovoljan broj vojnika za ovu operaciju.

## Vojne formacije
Lukačević je u noći između 9. i 10. septembra 1943 naredio opštu mobilizaciju radi popunjavanja formacija Prvog i Drugog Mileševskog korpusa. U bici za Prijepolje su učestvovali Prvi Mileševski korpus pod komandom Radomana Rajlića i Drugi Mileševski Korpus JVuO pod komandom Vuka Kalaitovića. Glavnokomandujući četničkih odreda od oko 1.500 vojnika u napadu na Prijepolje je bio Vojislav Lukačević uz pomoć koju mu je pružao Rudolf Perhinek. U napadu je bio prisutan i britanski pukovnik Vilijam Bejli i američki kapetan Valter Mensfild.
U pojedinim izvorima se navodi da je garnizon sila osovine u Prijepolju brojao 2.000 vojnika. Od ukupnog broja pripadnika sila osovine u Prijepolju oko 1,000 je bilo vojnika motorizovanog bataljona  iz 118 Lovačke Divizije ojačanog tenkovskom podrškom a ostatak su činili pripadnici Sandžačke Muslimanske milicije. Nemci su naoružanjem koje su oduzeli od Italijana naoružali pripadnike Muslimanske milicije. U borbu protiv odreda JVuO u Prijepolju se dva dana nakon oslobođenja Prijepolja uključila i avijacija Nacističke Nemačke.

## Bitka
Prema posleratnim četničkim izvorima pre napada na Prijepolje izvršeno je opkoljavanje Prijepolja od strane jedinica Drugog Mileševskog korpusa i blokada komunikacija Prijepolje - Pljevlja i Prijepolje - Priboj od strane jedinica Drugog Mileševskog korpusa.
Napad četnika na snage sila osovine u Prijepolju je počeo tokom noći između 11 i 12 septembra 1943. Pojedini izvori navode da je noćni napad četnika odbijen, ali da su četnici nastavili sa drugim napadom 12 septembra oko podneva a zatim i u 16 časova kada su uspeli da potisnu nemačke i muslimanske snage. Posle celodnevne borbe vojnici četničkih odreda JVuO pod komandom Lukačevića su porazili nemačke snage i oslobodili grad. Kapetan Mensfild je u svom izveštaju savezničkoj komandi naveo da je prilikom napada četnika na Prijepolje ubijeno oko 200 Nemaca. Kirk Ford navodi da je broj poginulih pripadnika sila osovine bio oko 100. Broj poginulih četnika nije nikad precizno utvrđen i u raznim izvorima se kreće od 27 pa do 150. Dva dana posle oslobođenja Nemačke snage su avionima bombardovale grad kada su poginula još dva vojnika četničkih odreda jugoslovenske vojske. Ostatak nemačke posade se povukao prema Pljevljima. Jugoslovenski vojnici su u Prijepolju zaplenili bogat ratni plen. Mensfild dalje izveštava da je borbeni moral vojnika četničkih odreda tokom bitke za Prijepolje bio "na najvećoj visini" i da su oni zaplenili oko 1.500 pušaka, jedan tenk, veliku količinu municije i veći broj kamiona koji su poslužili za formiranje motorizovanog odreda.
Lukačević je po oslobođenju Prijepolja izdao proglas u kojem je naveo da je Prijepolje oslobođeno i pozvao je pripadnike naoružanih komunističkih odreda na predaju. Novoformirani motorizovani odred je odmah posle ove bitke produžio preko Bijelog Polja prema Beranama. U Prijepolju je ostavljena posada od svega 40 vojnika JVuO tako da su jake komunističke snage ušle u nebranjeno Prijepolje 26 septembra 1943.

## Radio BBC i komunistička istoriografija
Britanska radio stanica BBC je iz Londona emitovala vesti da su komunisti oslobodili Prijepolje što je izazvalo veoma veliki gnev i razočarenje u četničkim redovima. Netačno izveštavanje radija BBC i pripisivanje komunistima četničkih pobeda nad snagama sila osovine u poslednjim godinama rata je u Jugoslaviji inspirisalo izreku "lažeš kao London".
U istoriografiji objavljivanoj u toku vladavine komunista u SFRJ uglavnom je navođeno da su četnici bili poraženi prilikom napada na Prijepolje i da su bili prinuđeni da se povuku uz velike gubitke. Jedan broj izvora iz ove kategorije ipak navodi da su četnici zaista uspeli da zauzmu Prijepolje, ali ističu da je to bilo bez borbe jer su se iz Prijepolja povukle i Italijanske i Nemačke snage kao i formacije Muslimanske milicije Sandžaka pa su četnici preuzeli nebranjeni grad.

## Literatura
- Pajović, Radoje (1977). Kontrarevolucija u Crnoj Gori — četnički i federalistički pokret 1941—1945 (na jeziku: srpskohrvatski). Cetinje: Obod. OCLC 5351995.  77080071;  77080071.